# Skitalica
Skitalicama se nazivaju domaće ptičje vrste koje zimi napuštaju područja gdje se gnijezde, ali ne odlaze na jug kao selice, nego se zadržavaju u istim širinama. U zimsko vrijeme odlaze u nešto toplije krajeve, kao na primjer u Zapadnu Europu ili ljudska naselja. U ovu skupinu ptica spadaju na primjer zebe (Fringillidae) i strnadica (Emberiza citrinella).